# Stichopogon infuscatus
Stichopogon infuscatus là một loài ruồi trong họ Asilidae. Stichopogon infuscatus được Bezzi miêu tả năm 1910. Loài này phân bố ở miền Ấn Độ - Mã Lai và Cổ Bắc giớil.